# Ляньшань-Чжуан-Яоский автономный уезд
Ляньша́нь-Чжуа́н-Я́оский автономный уезд (кит. упр. 连山壮族瑶族自治县, пиньинь Liánshān Zhuàngzú Yáozú zìzhìxiàn) — автономный уезд городского округа Цинъюань провинции Гуандун (КНР).

## История
В эпоху Южных и северных династий, когда эти земли находились в составе южной империи Лян, был создан уезд Гуандэ (广德县), позднее переименованный в Гуанцзэ (广泽县). После объединения китайских земель в империю Суй из-за практики табу на имена, чтобы избежать употребления иероглифа «гуан», которым записывалось личное имя занявшего престол Ян Гуана, уезд был в 601 году переименован в Ляньшань (连山县).
В 1946 году из уезда Ляньшань был выделен уезд Ляньнань.
После вхождения этих мест в состав КНР был образован Специальный район Бэйцзян (北江专区), и уезд вошёл в его состав. В 1952 году Специальный район Бэйцзян был расформирован, и уезд перешёл в состав Административного района Юэбэй (粤北行政区). 25 января 1953 года уезды Ляньшань и Ляньнань были объединены в Ляньнань-Яоский автономный район уездного уровня (连南瑶族自治区（县级)). В марте 1954 года Ляньшань был вновь выделен в отдельный уезд. В конце 1955 года было принято решение о расформировании Административного района Юэбэй, и с 1956 года уезд вошёл в состав Специального района Шаогуань (韶关专区).
В 1958 году уезд Ляньшань был преобразован в Ляньшань-Чжуан-Яоский автономный уезд (连山僮族瑶族自治县).
В 1959 году Ляньнань-Яоский автономный уезд, Ляньшань-Чжуан-Яоский автономный уезд, и уезды Ляньсянь и Яншань были объединены в Ляньянский многонациональный уезд (连阳各族自治县). В 1960 году уезд Яншань был воссоздан, а Ляньянский многонациональный уезд был переименован в Ляньчжоуский многонациональный уезд (连州各族自治县). В 1961 году Ляньсянь был вновь выделен в отдельный уезд, а Ляньчжоуский многонациональный уезд был переименован в Ляньнань-Яо-Чжуанский автономный уезд (连南瑶族僮族自治县). Постановлением Госсовета КНР от 26 сентября 1962 года Ляньнань-Яо-Чжуанский автономный уезд был расформирован, и был воссоздан Ляньшань-Чжуан-Яоский автономный уезд.
В 1965 году иероглиф, которым записывалось по-китайски название народности чжуан, был изменён с 僮 на 壮, и китайское написание названия автономного уезда было изменено на то, которое используется до настоящего времени.
В 1970 году Специальный район Шаогуань был переименован в Округ Шаогуань (韶关地区).
В июле 1983 года округ Шаогуань был преобразован в городской округ Шаогуань.
Постановлением Госсовета КНР от 7 января 1988 года был образован городской округ Цинъюань, и автономный уезд перешёл в его состав.

## Административное деление
Автономный уезд делится на 7 посёлков.